# ساموئل آتروس
ساموئل آتروس (انگلیسی: Samuel Atrous؛ زادهٔ ۱۵ فوریهٔ ۱۹۹۰) بازیکن فوتبال اهل فرانسه است.
از باشگاه‌هایی که در آن بازی کرده‌است می‌توان به باشگاه فوتبال لانس اشاره کرد.